# Herman Hertzberger
Herman Hertzberger (Amsterdam, 6 luglio 1932) è un architetto olandese.

## Biografia
Si laureò in architettura nel 1958 all'Università tecnica di Delft e iniziò successivamente una lunga carriera nel mondo dell'architettura.
Oggi può essere considerato, assieme ad Aldo van Eyck, con cui condivise molti aspetti della poetica, uno dei più influenti architetti olandesi del dopoguerra. Fu membro del Team X. Collaborò a diverse riviste tra cui Forum. Le sue opere sono state pubblicate su tutte le maggiori riviste internazionali di settore tra cui, in Italia, Domus e Casabella.
Alla base della sua concezione dell'architettura, Hertzberger, come le correnti a cui si lega, ha sempre posto in primo piano il ruolo sociale dell'architetto e la sua capacità di generare organismi funzionali e stimolanti per la partecipazione dell'utente. Tra i temi di massimo impegno di Hertzberger ci sono le scuole: la sua prima realizzazione che lo pose alla ribalta della scena architettonica fu infatti la scuola Montessori a Delft (1966–70). Nella sua lunga carriera ha realizzato, comunque, moltissimi progetti che vanno dagli edifici per abitazioni, ai teatri, alle case per anziani.
Hertzberger ha avuto una intensa attività didattica, a fianco a quella professionale: fu docente all'università di Delft dal 1970 al 1999; insegnò anche dal 1982 al 1993 alla Università di Ginevra e fu chiamato come Visiting Professor in altre università americane e canadesi (dal 1966 al 1996).
Hertzberger, inoltre, ha collaborato con la rivista OASE.

## Opere principali
- 1966–70 Scuola Montessori a Delft

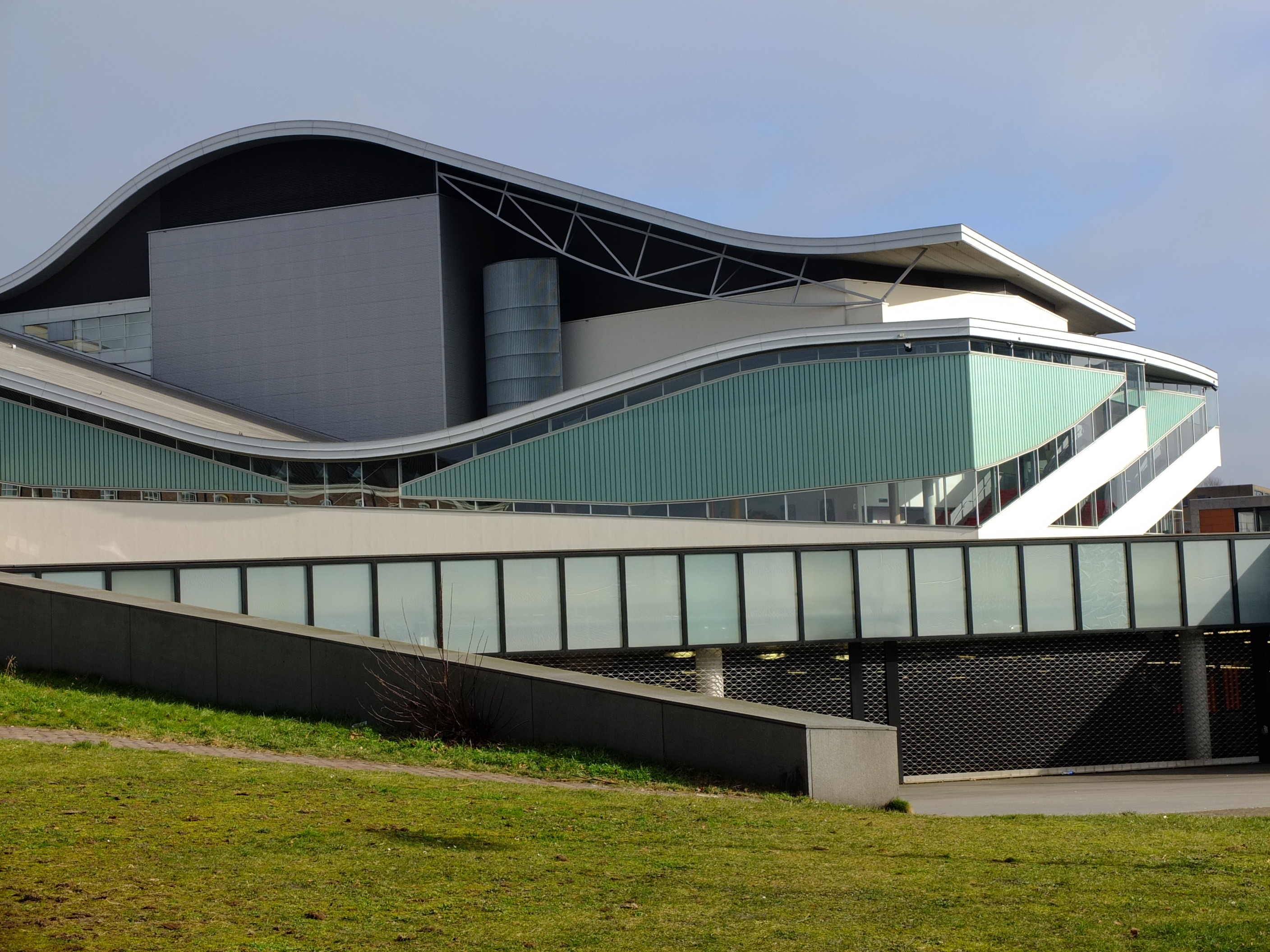
Teatro Chassé (Breda)

- 1966–70 Casa dello studente ad Amsterdam
- 1970–72 Edificio per uffici per la Centraal Beheer ad Apeldoorn
- 1971 Otto case perimentali "Diagoon housing" a Delft
- 1974 Casa per anziani De Drie Hoven ad Amsterdam
- 1978 Centro musicale Vredenburg ad Utrecht
- 1980-83 Scuola Apollo ad Amsterdam
- 1982 Edificio residenziale in Lindestrasse e Markgrafenstrasse a Berlino
- 1983 Scuola Willemspark ad Amsterdam
- 1984 Casa per anziani ad Almere-Haven
- 1986 Scuola De Evenaar ad Amsterdam
- 1991-98 Dormitori YKK a Kurobe in Giappone
- 1992-95 Teatro Chassé a Breda
- 1996 Teatro Markant a Uden
- 2000 Collegio Montessori ad Amsterdam
- 2004 Media Park "Forum" a Colonia
- 2004-14 Università di Leeuwarden
- 2004-11 Coda Shelter for Culture (museum) ad Apeldoorn
- 2006-11 Facoltà di Scienze ad Utrecht
- 2012 Complesso Scolastico Integrato, Auditorium e Palestra a Roma

## Pubblicazioni
Herman Hertzberger ha scritto diversi libri, tra cui:
- (EN)  Lessons for Students in Architecture, 1991 (ISBN 978-90-6450-464-8),
- (EN)  Space and the Architect: Lessons in Architecture 2, 1999 (ISBN 978-90-6450-380-1)

## Riconoscimenti
Tra i vari riconoscimenti si cita:
- 1991 Premio Europa Architettura, Fondazione Tetrakis
- 1993 Membro onorario della Akademie der Künste di Berlino
- 1995 Membro onorario della Accademia delle arti del disegno di Firenze[2]
- 2002 Leone d'Oro per il miglior Padiglione straniero alla VIII Biennale Architettura di Venezia
- 2012 RIBA Royal Gold Medal[3]

## Galleria d'immagini

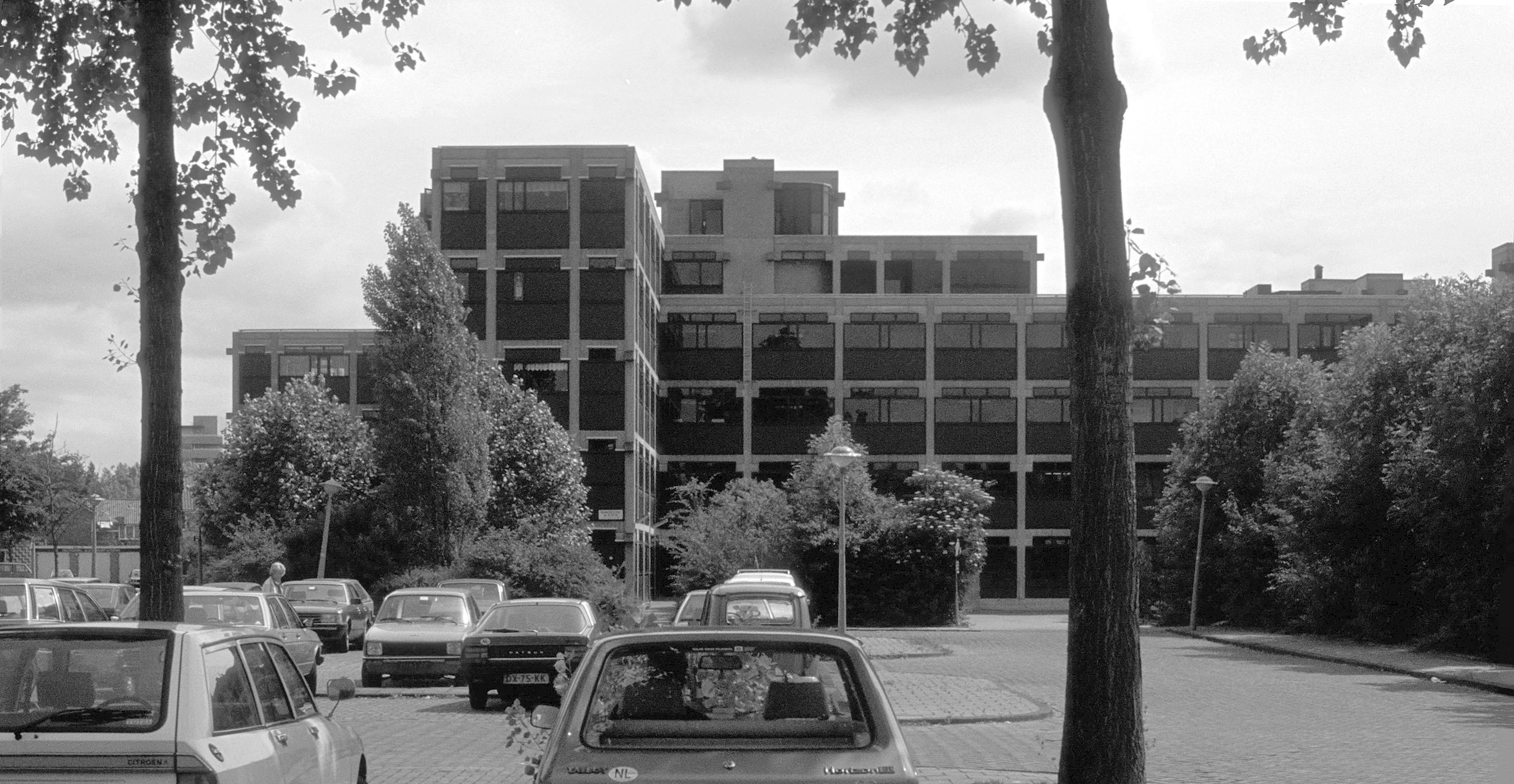
De Drie Hoven, Residenza per anziani a Amsterdam, 1974
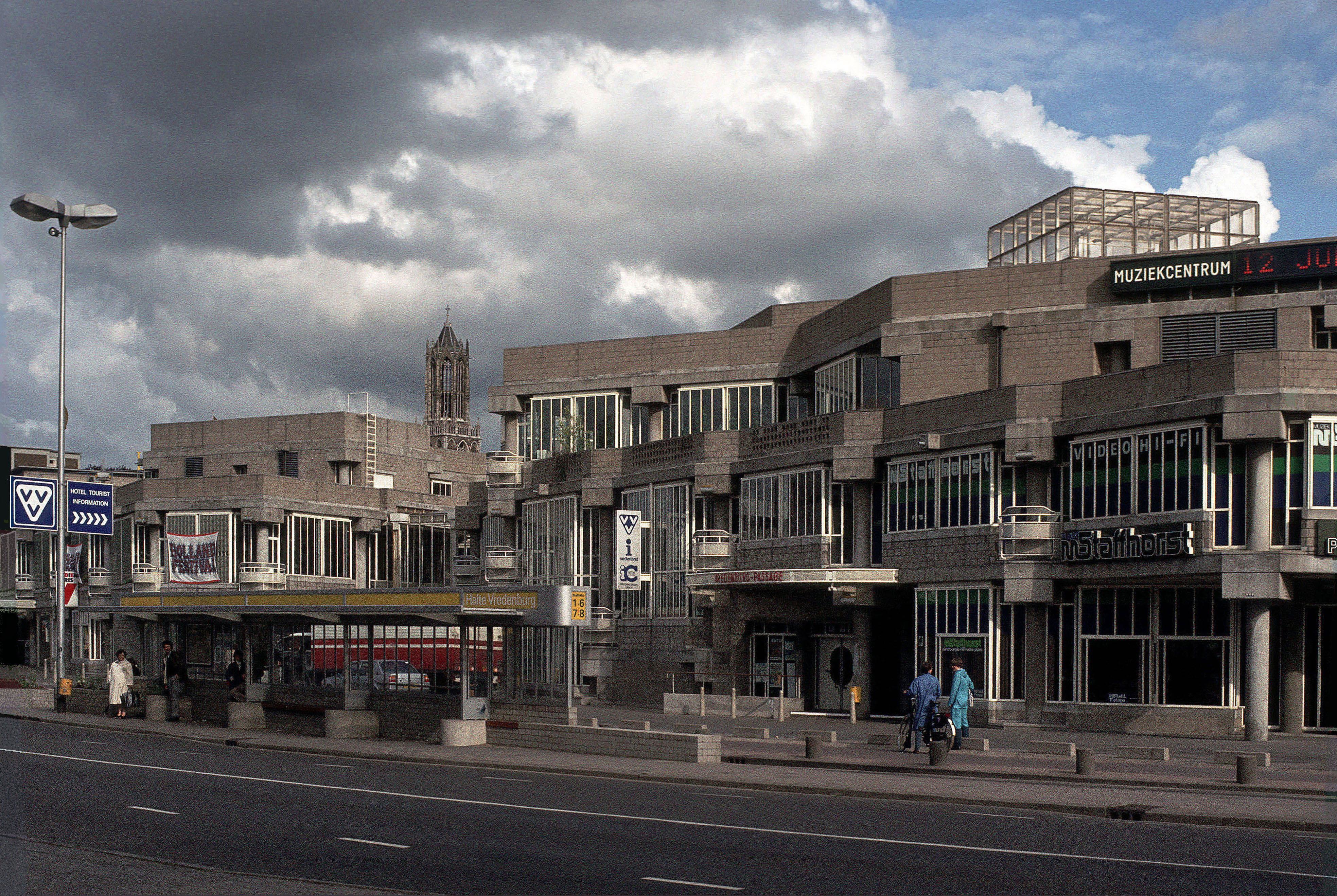
Vredenburg Music Centre a Utrecht, 1978
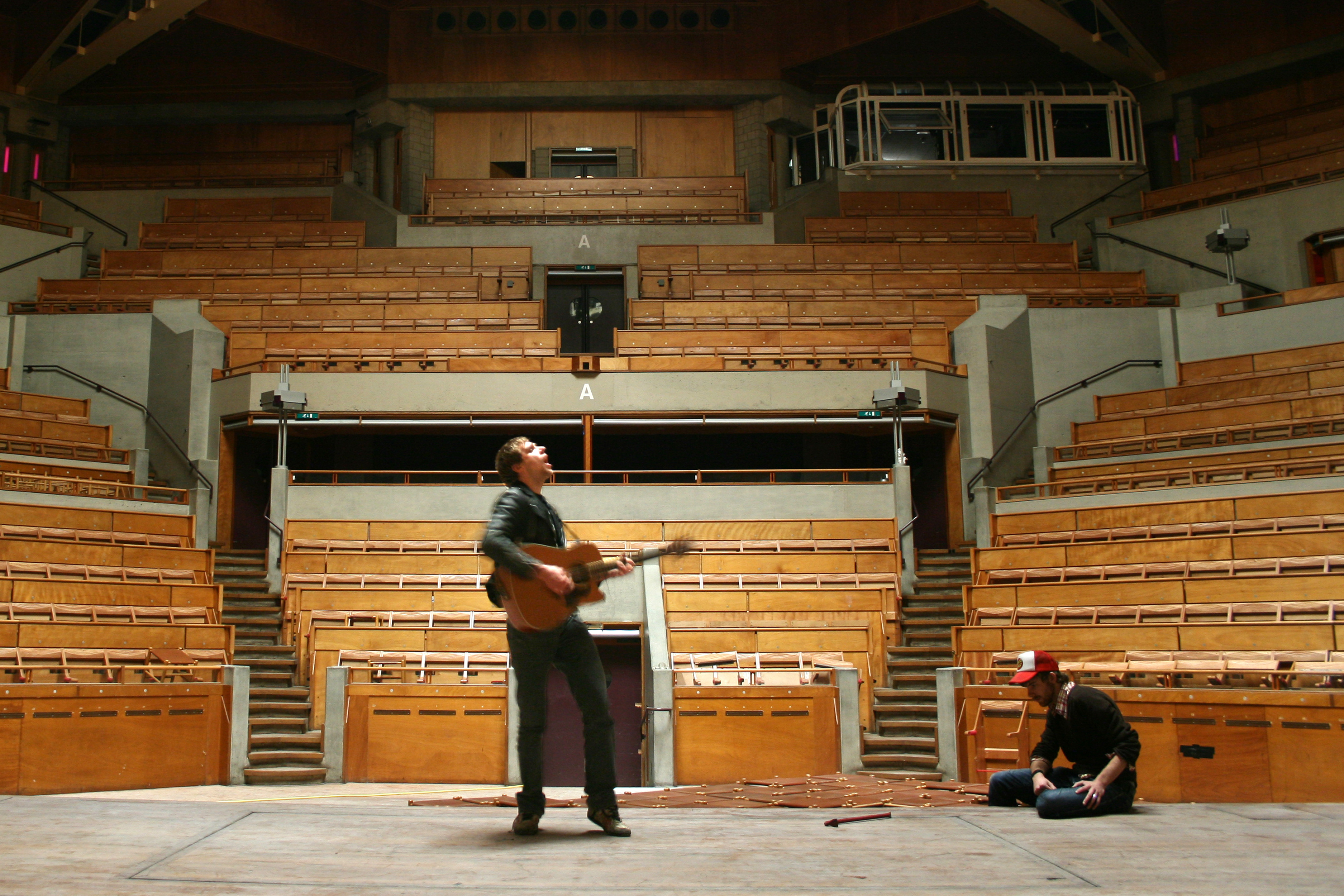
Vredenburg Music Centre a Utrecht, 1978
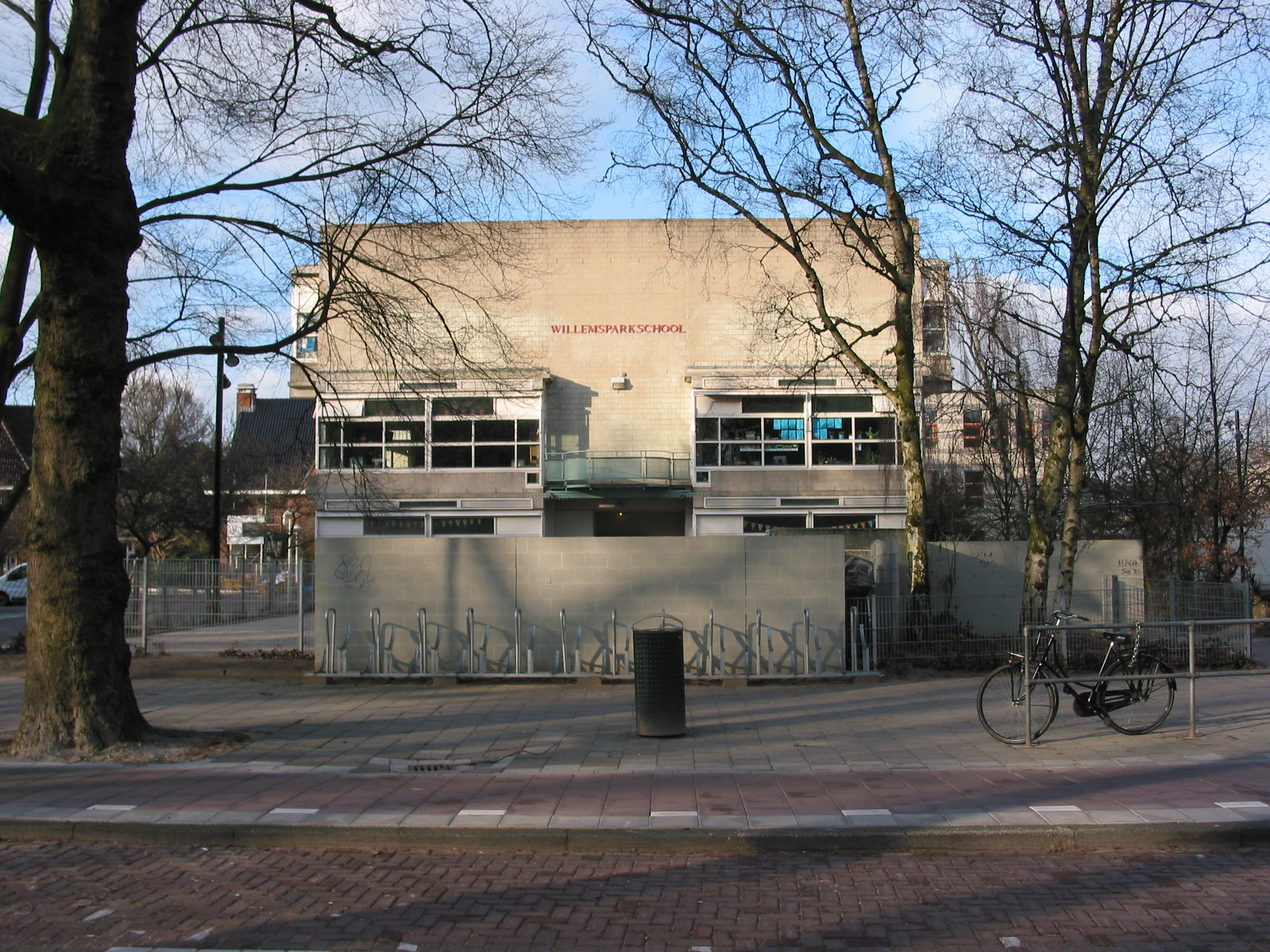
Scuola Willemspark a Amsterdam, 1983
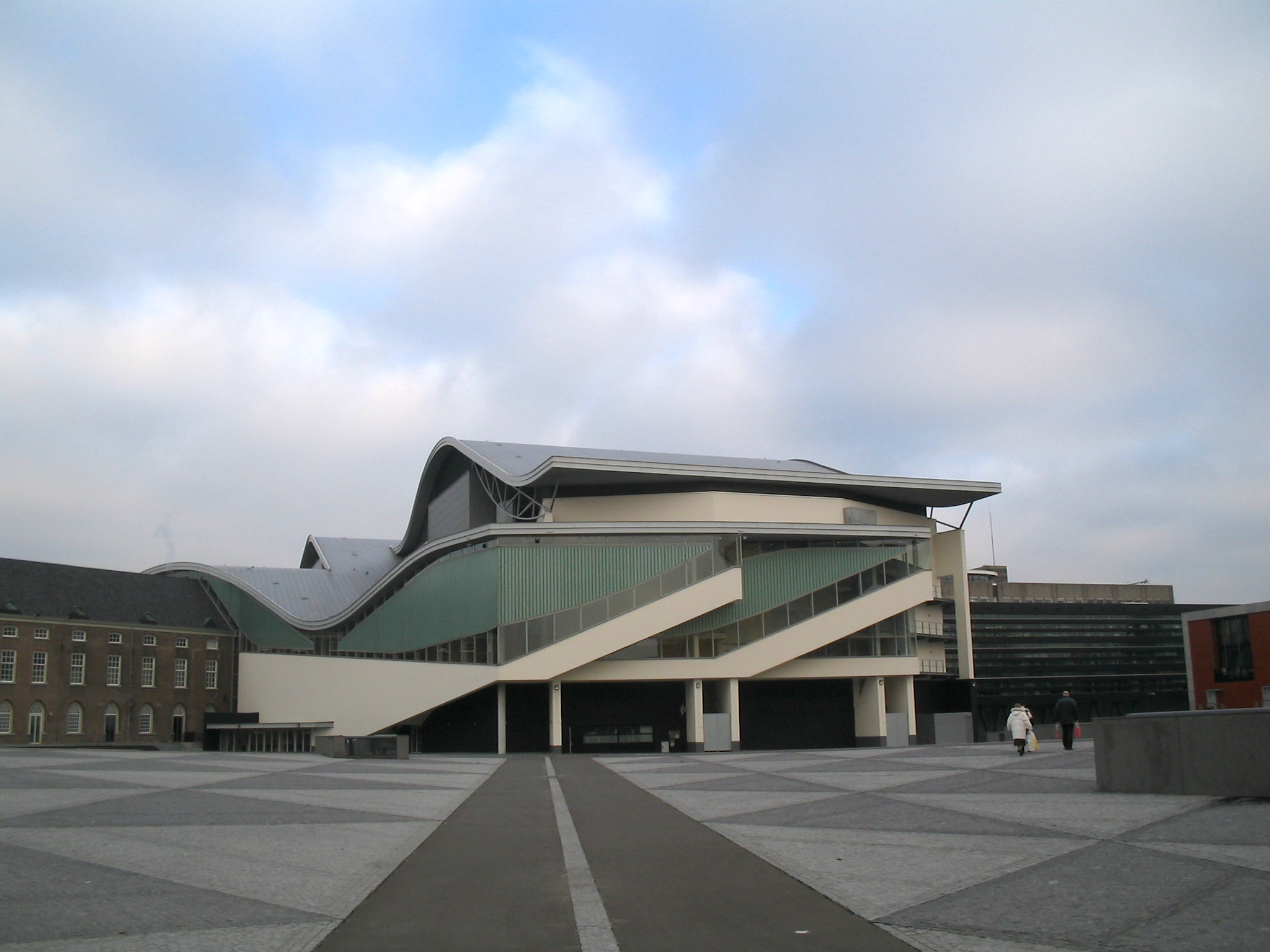
Teatro Chassé a Breda, 1995
- Video in (NL) , titolo "Opening "De Drie Hoven", modern complex voor bejaardenhuisvesting Weeknummer 75".
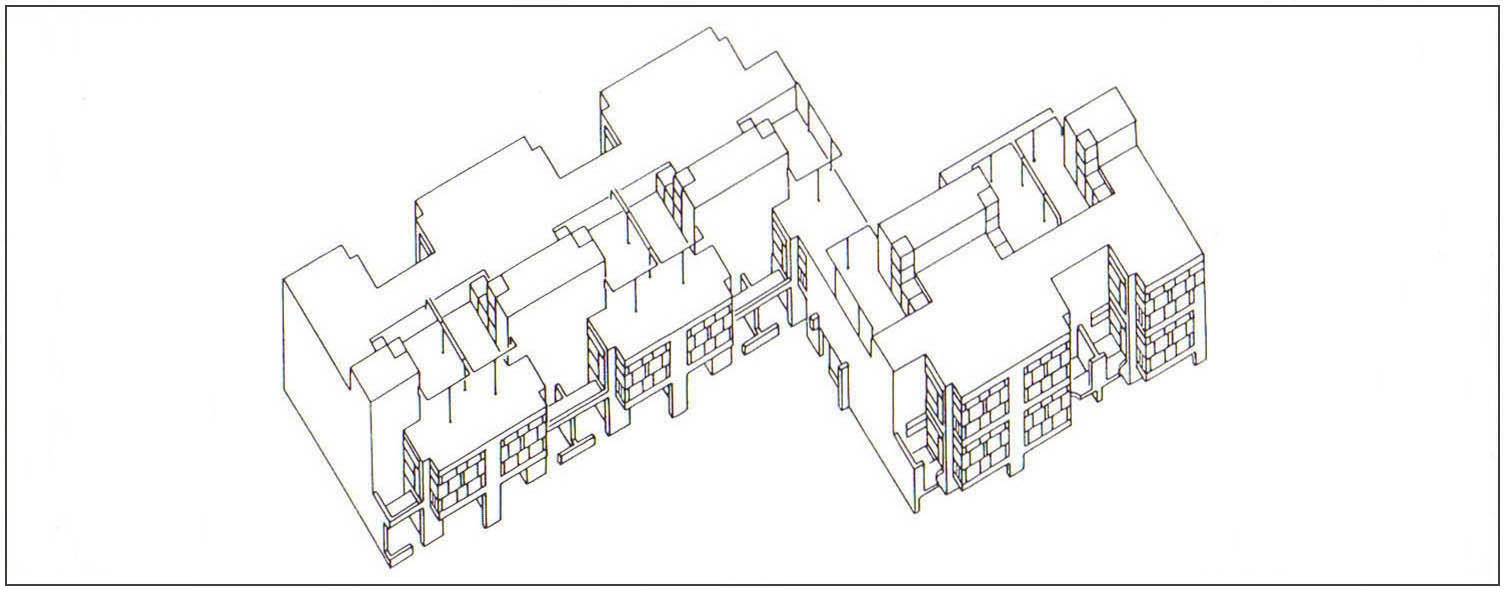
Diagoon housing a Delft, struttura elementare per l'architettura partecipata, 1971
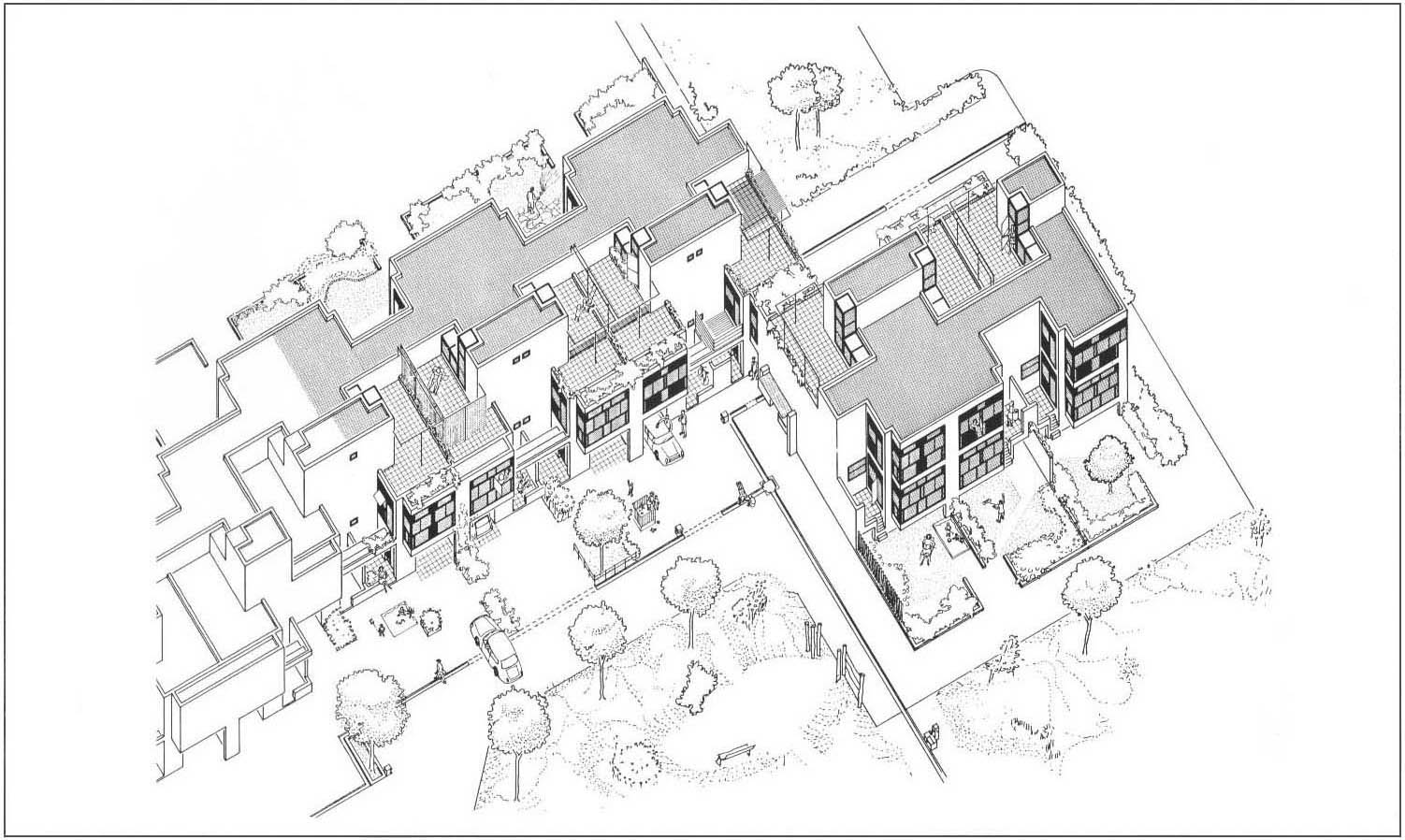
Diagoon housing a Delft